# Puerto de Cagayán de Oro
El puerto de Cagayan de Oro (en filipino: Daungan ng Cagayan de Oro, en cebuano: Pantalan sa Cagayan de Oro) es un puerto marítimo situado en la ciudad de Cagayán de Oro, Filipinas. Es el puerto marítimo más activo de la región de Mindanao del Norte.

## Historia
El desarrollo del actual puerto marítimo de Cagayán de Oro comenzó en 1977 en una localidad que anteriormente contaba con un puerto marítimo de madera. El 19 de noviembre de 2008, la presidenta Gloria Macapagal Arroyo emitió la Orden Ejecutiva 769 declarando y delimitando la Zona Portuaria de Cagayán de Oro bajo la jurisdicción administrativa de la Autoridad Portuaria de Filipinas.

## Instalaciones
Se trata, tanto de un puerto de carga, como de pasajeros. Está situado a lo largo de la bahía de Macajalar. La zona portuaria ocupa un área de 364 hectáreas, de las que 28 corresponden a tierra firme y el resto a áreas cubiertas de agua.
Su terminal de pasajeros es la más grande de Filipinas, con capacidad para 3.000 personas. El edificio de la terminal tiene dos plantas y una superficie construida de 5597 metros cuadrados.